# البطولة الوطنية الغينية 2017–18
البطولة الوطنية الغينية 2017–18 هو موسم من البطولة الوطنية الغينية.  عدد الأندية المشاركة فيه 14، وفاز فيه نادي هورويا.